# Rivière Petite Plaine
Rivière Petite Plaine är ett vattendrag i Guadeloupe (Frankrike). Det ligger i den västra delen av Guadeloupe, 25 km norr om huvudstaden Basse-Terre.